# Tornades de glace
Tornades de glace (Ice Twisters) est un téléfilm canado-américain réalisé par Steven R. Monroe, diffusé le 14 novembre 2009 sur Syfy.

## Synopsis
Une équipe de recherche, composée de Joanne (Camille Sullivan), Damon (Alex Zahara), Gary (Ryan Kennedy) et Phil (Nicholas Carella), déploie des drones d'un C130 Hercules, afin d'interférer avec une tempête. Au début, le groupe célèbre un bon résultat. Cependant, une grande tempête commence à se développer.
Pendant ce temps, Charlie (Mark Moses), un ex-scientifique, est en ville pour promouvoir son nouveau livre, avec son assistante Nora (Chelan Simmons) dans la de la ville (fictive) d'Harrisford, Oregon. Durant une séance de dédicaces à la librairie locale, la tempête frappe la ville. Charlie et Nora échappent  de peu à la mort; cependant, la tempête en fait beaucoup d'autres.
Hors de la ville, un jeune couple Eric (Kaj-Erik Erikson) et Ashley (Luisa D'Oliveira) se déplacent pour rencontrer Charlie dans le cadre de leur cursus universitaire. Eric remarque une évolution de la météo étrange, mais Ashley n'en tient pas compte, comme elle est dans une course pour obtenir la signature du livre. En ville, Nora qui a été blessée, est transportée à l'hôpital tandis que Charlie retrouve son vieil ami Joanne et également Damon, qui ont accouru sur les lieux après que leurs ordinateurs avaient décelé la tempête. Joanne souhaite arrêter le programme et ainsi de commande à Damon de téléphoner à leurs bailleur Frank (Robert Moloney). Cependant, Frank dit à Damon qu'il n'arrêtera pas l'expérience jusqu'à ce qu'elle soit complété et permet ainsi aux petits drones à continuer à voler. Pendant ce temps, une autre tempête gèle un agriculteur. Charlie, Joanne et Damon se précipitent sur les lieux où ils découvrent l'un des drones qui a écrasé. Joanne met au courant Charlie à propos de l'expérience. Nora quitte la ville pour l'apparition de Charlie dans l'émission télévisée plus tard dans la journée. Pendant ce temps, Eric et Ashley arrivent à la signature du livre de découvrir qu'elle est terminée et commencer donc à quitter la ville.
Charlie, Joanne et Damon retournent à leur site d'expérimentation, où ils retrouvent Gary et Phil. Charlie propose une théorie sur la façon dont les drones provoquent les tempêtes, et Damon dit à Joanne Frank qu'elle n'a pas abandonné l'expérience. En colère, Joanne téléphone à Frank pour l'avertir, mais Frank rejette ses appels. Alors qu'Eric et Ashley quittent la ville, une tornade se forme. La voiture de Nora est heurtée par une locomotive aspirée par la tempête. Après la disparition de la tornade, Eric et Ashley retournent en ville à pied. Sur le site expérimental, une autre tornade frappe. Le groupe s'enfuit mais Phil est tué. Ils se rendent dans un hôtel voisin où ils découvrent que Frank les a empêchés de désactiver les drones. Eric et Ashley font irruption dans un bâtiment où ils décident de modifier leur présentation en fonction du temps anormale après qu'Eric l'ait filmé.
Le groupe tombe sur des décombres où ils y découvrent le corps de Nora. Joanne, furieuse, reproche à Damon de ne pas avoir obligé Frank à terminer l'expérience. Comme Charlie pleure la mort de Nora, une autre tempête frappe, obligeant le groupe à fuir. Après le crash d'un avion que Frank a envoyé dans le ciel, il souhaite désactiver les drones. Toutefois, Bill (Dion Johnstone) l'informe qu'ils ne répondent pas. Le groupe se rend dans le même bâtiment où se trouvent Eric et Ashley, et Gary commence à essayer de désactiver les drones. Ils se rendent compte que les tempêtes atteindront très bientôt les zones peuplées et préviennent Frank, qui permet la destruction des drones. Cependant, la tempête continue de prendre de l’ampleur malgré la destruction des drones. Pendant qu'Eric et Ashley envoient des signaux pour avertir les gens, Charlie, Joanne et Damon se précipitent à l'université pour utiliser son satellite pour percer un trou dans la couche d'ozone afin d'éteindre les tempêtes, tandis que la tornade des glaces frappe Portland. En arrivant, Damon est tué par de gros grêlons. Pendant ce temps, Gary parvient à se connecter à un satellite dans l'espace. Le plan fonctionne et les tempêtes s'éteignent.
Eric et Ashley aident Charlie et Joanne à mettre Frank en prison pour avoir manipulé l'équipe afin de créer une arme.

## Fiche technique
- Titre original : Ice Twisters
- Réalisation : Steven R. Monroe (en)
- Scénario : Andrew C. Erin (en)
- Photographie : Anthony C. Metchie
- Musique : Michael Richard Plowman (en)
- Société de production : CineTel Films (en), Insight Film Studios
- Pays : États-Unis
- Durée : 86 minutes
- Date de sortie[2] :  France : 24 avril 2010

## Distribution
- Mark Moses (VF : Luc Bernard) : Charlie Price
- Camille Sullivan (VF : Nathalie Gazdik) : Joanne
- Kaj-Erik Eriksen : Eric
- Alex Zahara : Damon Jarwell
- Chelan Simmons (VF : Véronique Rivière) : Nora Elman
- Ryan Kennedy (VF : Vincent de Bouard) : Gary
- Luisa D'Oliveira (VF : Ludivine Maffren) : Ashley
- Robert Moloney (en) (VF : Valéry Schatz) : Frank
- Dion Johnstone : Bill
- Nicholas Carella (VF : Gaël Zaks) : Phil

 Source et légende : version française (VF) sur RS Doublage

## DVD et Blu-ray
Le téléfilm est sorti en DVD et en blu-ray le mardi 23 août 2011.[réf. nécessaire]